# Iván Romero
Iván Romero (ur. 10 kwietnia 2001 w La Solana) – hiszpański piłkarz grający na pozycji napastnika w Levante UD.

## Kariera klubowa
Jest wychowankiem Albacete. W 2019 roku dołączył do seniorskiej drużyny Sevilla Atlético, czyli rezerw popularnego klubu Sevilla FC.

### Sevilla FC
Od 2021 roku ma kontrakt z pierwszą drużyną Sevilla FC, zagrał 6 meczów na poziomie La Liga.

## Statystyki kariery

### Klubowe
(aktualne na dzień 6 kwietnia 2024)
| Klub               | Sezon              | Liga               | Liga  | Liga   | Puchar kraju | Puchar kraju | Europa | Europa | Suma  | Suma   |
| Klub               | Sezon              | Liga               | Mecze | Bramki | Mecze        | Bramki       | Mecze  | Bramki | Mecze | Bramki |
| ------------------ | ------------------ | ------------------ | ----- | ------ | ------------ | ------------ | ------ | ------ | ----- | ------ |
| Sevilla B          | 2019/20            | Segunda División B | 2     | 0      | 0            | 0            | 0      | 0      | 2     | 0      |
| Sevilla B          | 2020/21            | Segunda División B | 23    | 12     | 0            | 0            | 0      | 0      | 23    | 12     |
| Sevilla B          | 2021/22            | Segunda División B | 23    | 5      | 0            | 0            | 0      | 0      | 23    | 5      |
| Sevilla B          | Łącznie            | Łącznie            | 48    | 17     | 0            | 0            | 0      | 0      | 48    | 17     |
| Sevilla            | 2021/22            | Primera Division   | 5     | 0      | 4            | 0            | 1      | 0      | 10    | 0      |
| Sevilla            | 2022/23            | Primera Division   | 1     | 0      | 0            | 0            | 0      | 0      | 1     | 0      |
| Sevilla            | Łącznie            | Łącznie            | 6     | 0      | 4            | 0            | 1      | 0      | 11    | 0      |
| Tenerife (wyp.)    | 2022/23            | Segunda División   | 34    | 4      | 1            | 1            | 0      | 0      | 35    | 5      |
| Levante            | 2023/24            | Segunda División   | 19    | 1      | 1            | 0            | –      | –      | 20    | 1      |
| Łącznie w karierze | Łącznie w karierze | Łącznie w karierze | 107   | 22     | 6            | 1            | 1      | 0      | 114   | 23     |